# Basildon

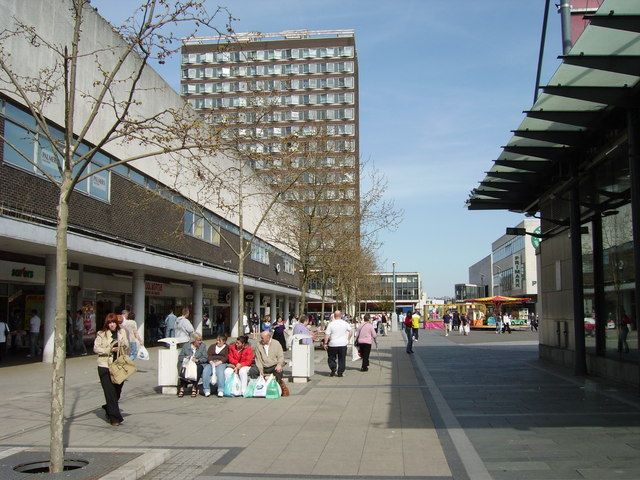
Basildon

Basildon é uma cidade localizada no condado de Essex, na Inglaterra, Reino Unido. Sua população, em 2010, foi estimada em 169.822 habitantes.